# Light Fuse and Get Away
«Light Fuse and Get Away» es la quinta canción del álbum When Dream and Day Unite hecho por la banda de Progressive metal, Dream Theater en 1989. La letra de la canción fue escrita por el ex tecladista Kevin Moore, y trata el tema de cuando una persona no quiere apegarse a otra, por ejemplo en las relaciones, a fin de no ser herida.[cita requerida]